# Xã Boardman, Michigan
Xã Boardman (tiếng Anh: Boardman Township) là một xã thuộc quận Kalkaska, tiểu bang Michigan, Hoa Kỳ. Năm 2010, dân số của xã này là 1.530 người.